# Querido amigo
"Querido amigo" es el noveno álbum de estudio realizado por el cantante mexicano Mijares; este es un tributo al cantante y estrella de cine Pedro Infante. El álbum fue lanzado al mercado el 15 de octubre de 1996 y fue producido por el músico y productor mexicano José Luis Espinosa Valdivia. Incluye trece canciones en las cuales se mezclaron las voces de Mijares e Infante. La grabación y posproducción del material discográfico fue realizada totalmente en el estudio "Pedro Infante" que se encontraba dentro de las instalaciones de la disquera Peerles, en la avenida Mariano Escobedo número 201 en la colonia Anáhuac en la Ciudad de México, Hoy el lugar está ocupado por edificios de departamentos.

## Historia
El álbum fue una coproducción entre dos compañías disqueras: EMI Internacional y Peerless. EMI Había adquirido la compañía Peerless y con ello los derechos de todas las canciones de Pedro Infante. El proyecto musical nació de la idea y semejanza del álbum de Natalie Cole Inolvidable... Con Amor realizado en 1991, especialmente la canción "Inolvidable" donde  mezclaron su voz con la de su padre, Nat King Cole, quién había muerto 26 años antes de que se grabara. 
Bebu Silvetti Sugirió que Daniela Romo era la persona ideal para interpretar la canción "Enamorada" junto a Mijares e Infante.

## Canciones
1. El muñeco de cuerda
2. Qué te ha dado esa mujer
3. Cien años
4. Tu enamorado
5. Tú y las nubes
6. Tu recuerdo y yo
7. El último aviso
8. Tres Consejos
9. Enamorada (Trío con Daniela Romo)
10. El jardinero
11. Amorcito corazón
12. Nocturnal
13. Mis ojos te vieron

## Créditos

### Voces principales
- Mijares
- Pedro Infante
- Daniela Romo

### Coros
- José Alfredo Jauregui
- Nicho Moro
- Arturo Pasalagua

### Percusiones
- Víctor Hugo "Beto" Domínguez

### Cuerdas
- Felix Parra Aguilera
- Ildefonso Cedillo Blanco
- Fernando de Santiago
- Francisco Esquivel
- Verónica Ramírez
- Luis Enrique Ramos R.
- Arturo González Viveros
- Francisco Zarabozo Lopez (contrabajo)

### Trompetas
- Juan Manuel Arpero
- Alejandro Esperón
- José Villar Fernández
- Vicente Díaz G.
- Roberto Mendoza Navarro
- Norma Reza Reza
- María del Carmen Thierry
- Mariachi Xavier

### Otros
- Raul Garduño: piano, teclados
- Carlos Monsiváis: arreglos, mezclas
- Carlos Cuevas: arreglos, mezclas
- Jose Luis Rodríguez: Ingeniero de grabación y mezcla
- Rodolfo Sánchez: Arreglos musicales, dirección de orquesta y grabación de saxofónes y flauta.
- Adolfo Pérez Butro: fotografía
- Jose Luis Mijares: diseño gráfico, ilustraciones